# Handball-Weltmeisterschaft der Männer 2023/Spanien
Bei der Handball-Weltmeisterschaft 2023, die vom 11. bis 29. Januar 2023 in Polen und Schweden ausgetragen wurde, trat Spanien als eins von 32 Teams an und gewann die Bronzemedaille für den dritten Platz im Wettbewerb. Die Auswahl der Real Federación Española de Balonmano (RFEBM) nahm zum 22. Mal an einer Weltmeisterschaft teil.

## Qualifikation
Das spanische Team war als Zweitplatzierter der Europameisterschaft 2022 für die Teilnahme an der Weltmeisterschaft 2023 qualifiziert.

## Turniervorbereitung
In der Vorbereitung auf die Weltmeisterschaft gewann Spanien das Torneo Internacional de España 2023, die 47. Auflage des traditionellen Vier-Nationen-Turniers im eigenen Land.

## Spieler

### Provisorisches Aufgebot (35er Kader)
Der spanische Handballverband nominierte am 29. November 2022 die folgenden 35 Spieler für den vorläufigen Kader zur anstehenden Weltmeisterschaft: Gonzalo Pérez de Vargas, Rodrigo Corrales, Sergey Hernández, Roberto Rodríguez, Ignacio Biosca, Ángel Fernández, Aitor Ariño, Daniel Fernández, Josep Folques, Aleix Gómez, Ferrán Solé, Kauldi Odriozola, Mamadou Diocou, Antonio Martínez, Rubén Marchán, Abel Serdio, Iñaki Peciña, Gedeón Guardiola, Adrià Figueras, Javier Rodríguez, Agustín Casado, Ian Tarrafeta, Pol Valera, Jorge Maqueda, Eduardo Gurbindo, Alex Dujshebaev, Imanol Garciandia, Jan Gurri, Joan Cañellas, Antonio García, Daniel Dujshebaev, Antonio Serradilla, Asier Nieto, Miguel Sánchez-Migallón und Viran Morros.

### Turniervorbereitung (21er Kader)
Zur Vorbereitung auf das Turnier lud Trainer Jordi Ribera aus dem provisorischen Aufgebot (35er Kader) 21 Spieler ein: Pérez de Vargas, Corrales, Hernández, Á. Fernández, D. Fernández, Folqués, Solé, Odriozola, Guardiola, Figueras, Peciña, Serdio, Sánchez-Migallón, D. Dujshebaev, Cañellas, García, A. Dujshebaev, Maqueda, Garciandia, Casado und Tarrafeta.

### Turnieraufgebot
Das endgültige Aufgebot für Spanien wurde am 8. Januar 2023 benannt.
Nach den Regeln der IHF kann ein Team, das weniger als die im endgültigen Kader zulässigen Spieler registriert hat, während der Weltmeisterschaft einen Spieler aus dem provisorischen Aufgebot registrieren. Spanien registrierte so noch am 14. Januar 2023 Joan Cañellas.
Ian Tarrafeta zog sich im ersten Vorrundengruppenspiel gegen Montenegro eine Rippenverletzung zu und fiel für den Rest der Weltmeisterschaft aus. Die RFEBM nominierte dafür am 15. Januar 2023 Pol Valera aus dem 35er-Kader nach.
| Nr. | Spieler                 | Alter | Position | Spiele | Tore | Verein                     | Weltmeisterschafts-Teilnahmen                |
| --- | ----------------------- | ----- | -------- | ------ | ---- | -------------------------- | -------------------------------------------- |
| 01  | Gonzalo Pérez de Vargas | 32    | TW       | 156    | 015  | FC Barcelona ()            | 4 (2015, 2017, 2019, 2021)                   |
| 04  | Iñaki Peciña            | 34    | KL       | 041    | 022  | Chambéry Savoie HB ()      | 0                                            |
| 05  | Jorge Maqueda           | 34    | RR       | 184    | 465  | HBC Nantes ()              | 4 (2011, 2013, 2015, 2021)                   |
| 06  | Ángel Fernández         | 34    | LA       | 104    | 309  | Limoges Handball ()        | 3 (2017, 2019, 2021)                         |
| 10  | Alex Dujshebaev         | 30    | RR       | 132    | 375  | KS Industria Kielce ()     | 4 (2015, 2017, 2019, 2021)                   |
| 12  | Rodrigo Corrales        | 31    | TW       | 114    | 04   | KC Veszprém ()             | 3 (2017, 2019, 2021)                         |
| 14  | Ferrán Solé             | 30    | RA       | 092    | 359  | Paris Saint-Germain ()     | 2 (2019, 2021)                               |
| 17  | Adrià Figueras          | 34    | KL       | 112    | 295  | C’ Chartres Métropole ()   | 3 (2017, 2019, 2021)                         |
| 18  | Imanol Garciandia       | 27    | RR       | 029    | 069  | SC OTP Bank-Pick Szeged () | 0                                            |
| 20  | Abel Serdio             | 28    | KL       | 023    | 048  | Wisła Płock ()             | 0                                            |
| 21  | Joan Cañellas           | 36    | RM       | 219    | 529  | Kadetten Schaffhausen ()   | 7 (2009, 2011, 2013, 2015, 2017, 2019, 2021) |
| 25  | Agustín Casado          | 26    | RL       | 022    | 067  | MT Melsungen ()            | 0                                            |
| 30  | Gedeón Guardiola        | 38    | KL       | 187    | 218  | TBV Lemgo ()               | 5 (2013, 2015, 2017, 2019, 2021)             |
| 36  | Ian Tarrafeta           | 24    | RM       | 033    | 071  | Pays d’Aix UC ()           | 0                                            |
| 51  | Miguel Sánchez-Migallón | 27    | RM       | 030    | 023  | KS Industria Kielce ()     | 0                                            |
| 59  | Daniel Dujshebaev       | 25    | RL       | 030    | 023  | KS Industria Kielce ()     | 2 (2019, 2021)                               |
| 62  | Kauldi Odriozola        | 26    | RA       | 039    | 126  | HBC Nantes ()              | 0                                            |
| 70  | Daniel Fernández        | 21    | LA       | 015    | 044  | TVB 1898 Stuttgart ()      | 0                                            |

| Nr. | Spieler    | Alter | Position | Spiele | Tore | Verein                   | Weltmeisterschafts-Teilnahmen |
| --- | ---------- | ----- | -------- | ------ | ---- | ------------------------ | ----------------------------- |
| 35  | Pol Valera | 24    | RM       | 010    | 014  | Fraikin BM Granollers () | 0                             |

Drei der spanischen Spieler hatten schon an der Weltmeisterschaft 2013 teilgenommen, bei der die spanische Auswahl den Titel holte. Neun Spieler standen zum ersten Mal bei einer Weltmeisterschaft im Aufgebot.
Von den 18 nominierten Spielern war zum Turnierbeginn 2023 einer in der spanischen Liga Plenitude Asobal aktiv, alle anderen spielten in ersten Ligen außerhalb Spaniens. Sieben Spieler standen in der französischen Liqui Moly Starligue unter Vertrag, vier in der polnischen PGNiG Superliga, drei in der deutschen Liqui Moly Handball-Bundesliga, zwei in der ungarischen K&H liga und einer in der Schweizer Quickline Handball League. Der nachnominierte Valera war in der spanischen Liga aktiv.
Während des Turniers wurde der Wechsel von Valera im Anschluss an die Weltmeisterschaft zum FC Barcelona bekanntgegeben. Beim polnischen Verein KS Kielce, bei dem drei der spanischen Spieler unter Vertrag standen, war es seit Monaten zu finanziellen Schwierigkeiten gekommen, weshalb über den Wechsel der Spieler zu anderen Vereinen spekuliert wurde.

## Trainer
Cheftrainer des Teams war Jordi Ribera (59 Jahre), Assistenztrainer César Montes (48).

## Spiele

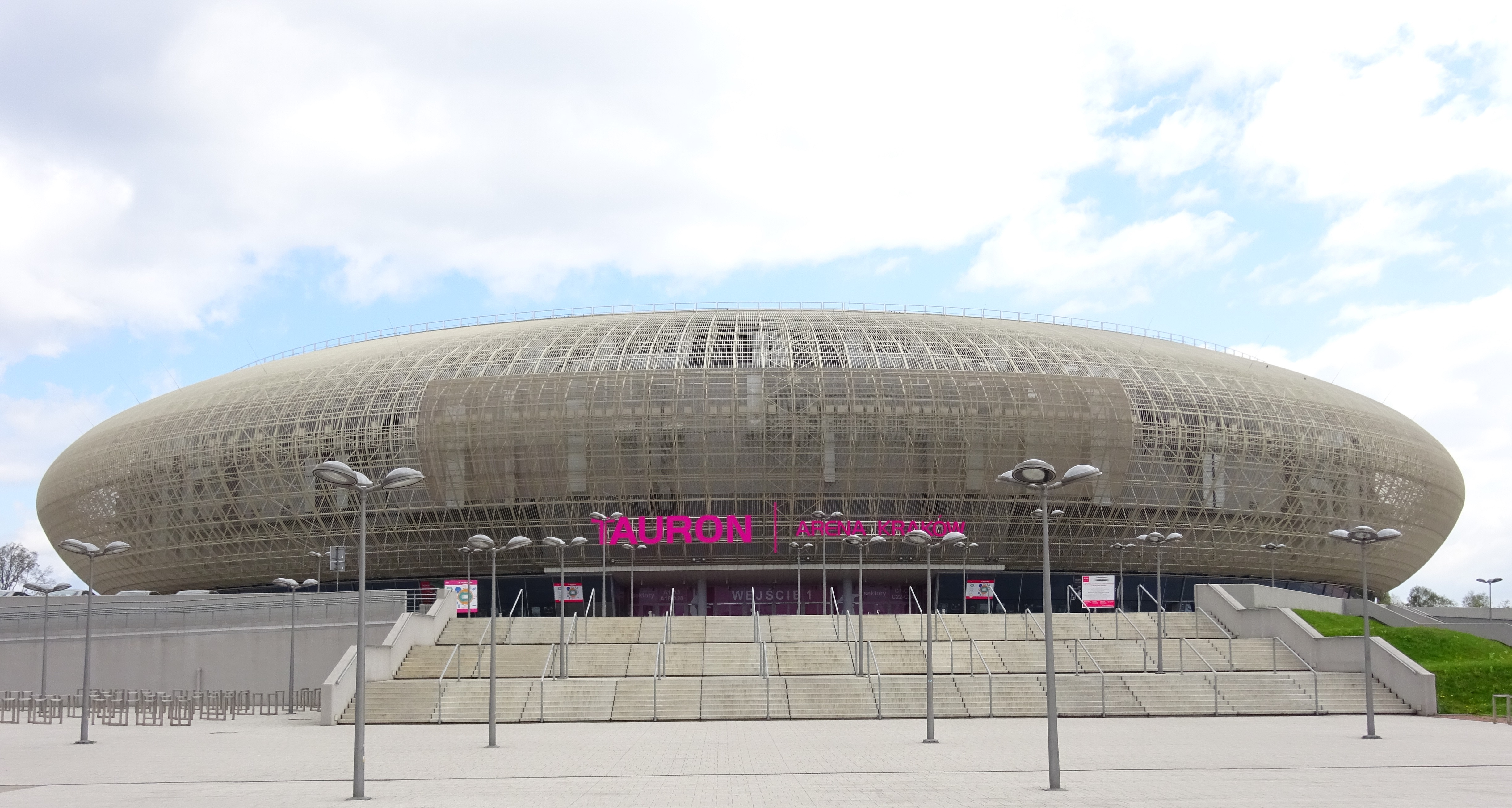
Die Tauron Arena in Kraków

### Vorrunde (Gruppe A)
Spanien spielte in der Vorrunde in Gruppe A, Gegner waren Montenegro, Chile und Iran.
Montenegro qualifizierte sich für die Weltmeisterschaft in der zweiten Runde der Phase 2 der europäischen Qualifikationsspiele, Chile als Drittplatzierter der süd- und mittelamerikanischen Meisterschaft 2022 und Iran als Viertplatzierter der Asienmeisterschaft 2022.
Die Spiele wurden in der Tauron Arena in Kraków ausgetragen.
Das spanische Team gewann alle drei Spiele und zog als Gruppenerster in die Hauptrunde ein.

#### Spanien – Montenegro (Vorrunde)
| Donnerstag, 12. Januar 2023 20:30 Uhr | Spanien                           | 30:25                       | Montenegro                      | Tauron Arena, Kraków Zuschauer: 1.808 Schiedsrichter: Brunner / Salah |
| Donnerstag, 12. Januar 2023 20:30 Uhr | meiste Tore: Kauldi Odriozola (6) | (15:12)                     | meiste Tore: Branko Vujović (7) | Tauron Arena, Kraków Zuschauer: 1.808 Schiedsrichter: Brunner / Salah |
| Donnerstag, 12. Januar 2023 20:30 Uhr | Strafen: 4×                       | Spielbericht Spielstatistik | Strafen: 6×                     | Tauron Arena, Kraków Zuschauer: 1.808 Schiedsrichter: Brunner / Salah |

Die beiden Teams trafen in ihrer Geschichte zum dritten Spiel aufeinander. Die beiden vorhergegangenen Spiele hatte das spanische Team im Rahmen des Torneo Internacional de España gewonnen: Am 10. Januar 2008 gewann Spanien in Ciudad Real mit 31:19 und am 8. November 2011 in Murcia mit 33:20.
Das spanische Aufgebot bestand aus den Spielern Pérez de Vargas, Peciña, Maqueda, Á. Fernández, A. Dujshebaev, Corrales, Solé, Figueras, Garciandia, Casado, Guardiola, Tarrafeta, Sánchez-Migallón, D. Dujshebaev, Odriozola und D. Fernández. Joan Cañellas und Abel Serdio standen nicht im Aufgebot. Joan Cañellas laboriert an einer muskulären Verletzung im Unterleib. Spanien ging in die Partie mit den Spielern Pérez de Vargas, Solé, Garciandia, Guardiola, Peciña, D. Dujshebaev und Á. Fernández.
Für Montenegro waren die Spieler Nebojša Simić, Aleksandar Bakić, Miloš Vujović, Vuk Lazović, Radojica Čepić, Branko Vujović, Mirko Radović, Vasilije Kaluđerović, Stevan Vujović, Vasko Ševaljević, Miloš Božović, Marko Lasica, Risto Vujačić, Božo Anđelić und Nemanja Grbović aufgeboten.
Montenegro ging zuerst in Führung und hielt diese auch bis zum Stand von 2:4 (5. Minute). In der zehnten Minute ging Spanien erstmals in Führung, nach dem 8:7 in der 17. Minute gab das Team die Führung auch nicht mehr ab. Nach einem Halbzeitstand von 15:12 gewann Spanien das Spiel gegen Montenegro mit 30:25.
Spaniens Torwart Pérez de Vargas hielt zehn von 34 Würfen auf das von ihm gehütete Tor (Fangquote 29 Prozent), darunter einen von drei Siebenmetern, und konnte selbst ein Tor erzielen. Die weiteren Tore für Spanien erzielten Odriozola (6), Á. Fernández (5), A. Dujshebaev (4), D. Dujshebaev (4), Figueras (3), Tarrafeta (3), Garciandia (2), Maqueda (1) und Solé (1). Odriozola verwandelte alle drei Siebenmeter für Spanien. Insgesamt hatte das spanische Team mit 30 Treffern bei 50 Würfen auf das montenegrinische Tor eine Treffernquote von 60 Prozent.
Vier Zeitstrafen (2 min) gab es für spanische Spieler, jeweils eine für Peciña, A. Fernández, A. Dujshebaev und Sánchez-Migallón.
Von den 16 aufgebotenen Spielern erhielten zwei (Corrales und D. Fernández) keine Einsatzzeit. Die meiste Einsatzzeit hatte Á. Fernández (57:34 min). Ihm folgten Pérez de Vargas (55:29 min), D. Dujshebaev (50:59), Odriozola (42:19), A. Dujshebaev (35:14), Figueras (23:41), Sánchez-Migallón (28:41), Maqueda (28:21), Garciandia (25:32), Solé (20:26), Tarrafeta (18:57), Guardiola (14:55), Casado (9:27) und Peciña (8:25).
Tarrafeta zog sich im Spiel eine Rippenverletzung zu.
Gonzalo Pérez de Vargas wurde als Player of the Match ausgezeichnet.

#### Spanien – Chile (Vorrunde)
| Sonnabend, 14. Januar 2023 20:30 Uhr | Spanien                          | 34:26                       | Chile                             | Tauron Arena, Kraków Zuschauer: 3.150 Schiedsrichter: Emam / Hedaia |
| Sonnabend, 14. Januar 2023 20:30 Uhr | meiste Tore: Alex Dujshebaev (6) | (18:15)                     | meiste Tore: Erwin Feuchtmann (8) | Tauron Arena, Kraków Zuschauer: 3.150 Schiedsrichter: Emam / Hedaia |
| Sonnabend, 14. Januar 2023 20:30 Uhr | Strafen: 3×                      | Spielbericht Spielstatistik | Strafen: 3× 4×                    | Tauron Arena, Kraków Zuschauer: 3.150 Schiedsrichter: Emam / Hedaia |

Spanien bestritt bis dato zwei Spiele gegen die chilenische Auswahl. Beim Torneo Internacional de España 2013 gewann Spanien am 4. Januar 2013 in Madrid mit 40:17. Beim Aufeinandertreffen bei der Weltmeisterschaft 2015 gewann Spanien am 19. Januar 2015 in Doha mit 37:16.
Das chilenische Team wurde vom Spanier Aitor Etxaburu trainiert, dessen Vorgänger war ebenfalls ein Spanier: Mateo Garralda. Von den 16 aufgebotenen chilenischen Spielern waren acht in spanischen Vereinen aktiv. Die Brüder Rodrigo Salinas (Bidasoa Irun) und Esteban Salinas (Fraikin BM Granollers) spielten in der ersten Liga (Liga Asobal); in der zweiten Liga (División de Honor Plata) waren Emil Feuchtmann (EON Alicante), Felipe García (UBU San Pablo) und Benjamín Illesca (BM Zamora Enamora) aktiv. In Spaniens dritter Liga, der Primera Nacional, spielten zudem Sebastián Ceballos (Balopal palentino), Víctor Donoso (BM Triana) und Matias Paya (Bahía de Almería).
Für Chile standen für das Spiel gegen Spanien Rene Oliva, Felipe García, Erwin Feuchtmann, Javier Frelijj, Emil Feuchtmann, Rodrigo Salinas, Matías Paya, Luciano Scaramelli, Arian Delgado, Esteban Salinas, Benjamin Illesca, Danilo Salgado, Aaron Codina, Francisco Ahumada Collado und Víctor Donoso im Aufgebot zum Spiel.
Das spanische Aufgebot bestand aus Pérez de Vargas, Peciña, Maqueda, Á. Fernández, A. Dujshebaev, Corrales, Solé, Garciandia, Abel Serdio, Joan Cañellas, Casado, Guardiola, Sánchez-Migallón, D. Dujshebaev, Odriozola und D. Fernández. Joan Cañellas war von seiner Verletzung genesen. Tarrafeta, der sich im Spiel gegen Montenegro eine Rippenverletzung zugezogen hatte, und Figueras standen nicht im Aufgebot. Serdio debütierte im Spiel bei einem großen internationalen Turnier. Spanien startete in das Spiel mit Corrales, Peciña, Solé, Garciandía, Serdio, Cañellas und D. Fernández.
Die Chilenen führten nach zwei Minuten mit 0:2, Spanien erstmals in der siebten Minute (4:3). Nach der zehnten Minute gaben die Spanier die Führung nicht mehr ab, zur Halbzeit stand es 18:15. Den Spaniern gelang dann auch der erste Treffer in der zweiten Halbzeit, ebenso wie der letzte Treffer des Spiels zum Endstand von 34:26.
Von 31 Würfen auf das von Corrales gehütete Tor der Spanier konnte er acht halten (26 Prozent Fangquote); dabei konnte er keinen der in den 31 Würfen enthaltenen sieben Siebenmetern abwehren. Auch Gonzalo de Perez, der bei einem Siebenmeter eingesetzt wurde, war dabei nicht erfolgreich. Bei 48 Würfen auf das Tor der Chilenen erzielten die Spanier 34 Tore. Erfolgreichster Torwerfer war A. Dujshebaev mit sechs Treffern. Ihm folgten in der Torschützenliste Solé und D. Fernández mit je fünf sowie Odriozola mit vier Treffern. Je drei Tore warfen Maqueda, Serdio und Casado, jeweils zwei Tore Cañellas und D. Dujshebaev, einen Treffer steuerte Guardiola zum Erfolg bei.
Maqueda, Casado und Sánchez-Migallón erhielten je eine 2-min-Strafe.
Von den 16 aufgebotenen Spielern erhielt nur Á. Fernández keine Einsatzzeit. Die meiste Einsatzzeit hatte D. Fernández (58:55 min). Ihm folgten Corrales (53:39), Solé (39:17), Cañellas (35:25), Guardiola (30:59), Casado (29:43), Peciña (29:16), Serdio (28:02), Maqueda (27:53), A. Dujshebaev (23:42), D. Dujshebaev (20:13), Garciandia (19:51), Odriozola (16:14), Sánchez-Migallón (6:32) und Pérez de Vargas (0:19).
Daniel Fernández, der beim Spiel seinen ersten Einsatz bei einer Weltmeisterschaft hatte, wurde zum Player of the Match gewählt.
Mit dem zweiten Sieg im zweiten Gruppenspiel sicherte sich das spanische Team vorzeitig den Einzug in die Hauptrunde der Weltmeisterschaft.

#### Iran – Spanien (Vorrunde)
| Montag, 16. Januar 2023 20:30 Uhr | Iran                                                                       | 22:35                       | Spanien                                       | Tauron Arena, Kraków Zuschauer: 1.403 Schiedsrichter: Koo / Lee |
| Montag, 16. Januar 2023 20:30 Uhr | meiste Tore: Mojitaba Heidarpour, Pouya Norouzi Nezhad, Salaman Barbat (4) | (11:21)                     | meiste Tore: Alex Dujshebaev, Ferrán Solé (6) | Tauron Arena, Kraków Zuschauer: 1.403 Schiedsrichter: Koo / Lee |
| Montag, 16. Januar 2023 20:30 Uhr | Strafen: 1× 4×                                                             | Spielbericht Spielstatistik | Strafen: 2×                                   | Tauron Arena, Kraków Zuschauer: 1.403 Schiedsrichter: Koo / Lee |

Vor der Begegnung in Polen traf Spanien zwei Mal auf eine Mannschaft aus Iran. Spanien gewann am 9. April 2016 beim vorolympischen Turnier in Malmö mit 37:23 sowie am 6. Januar 2022 beim Torneo Internacional de España 2022 in Cuenca mit 36:22.
Das Team des Iran wurde von Veselin Vujović trainiert. Die Qualifikation zur Weltmeisterschaft wurde mit dem aus Spanien stammenden Trainer Manuel Montoya erreicht.
Die Mannschaft des Iran bestand aus Mojtaba Heidarpour, Pouya Norouzi Nezhad, Yasin Kabirianjoo, Reza Yadegaridehkordi, Salaman Barbat, Mohammad Siavoshi Shahenayati, Saber Heidari Ramsheh, Mohammadreza Oraei, Mohammadmahdi Behnamnia, Mohammadreza Kazemi, Mohammad Kiani, Mehrdad Samsami, Afshin Sadeghi Askari, Omid Reza Robat Sarpoushi, Shahab Sadeghzadeh und Ali Kouhzad.
Für Spanien waren Pérez de Vargas, Peciña, Maqueda, Á. Fernández, A. Dujshebaev, Corrales, Solé, Figueras, Joan Cañellas, Casado, Guardiola, Valera, Sánchez-Migallón, D. Dujshebaev, Odriozola und D. Fernández gemeldet. Garciandia und Abel Serdio wurden nicht aufgeboten, Valera stand bei der Partie erstmals im Aufgebot. Im Startteam standen Pérez de Vargas, Á. Fernández, A. Dujshebaev, Casado, Sánchez-Migallón, D. Dujshebaev und Odriozola auf dem Platz.
Das spanische Team ging zuerst in Führung, in der vierten Minute gelang den Iranern mit dem Treffer zum 2:1 die einzige Führung im Spiel. Nach dem 11:21 zur Halbzeitpause gewann Spanien mit 22:35.
Die meisten Tore für Spanien warfen A. Dujshebaev und Solé (jeweils sechs). Vier Tore warf Á. Fernández, je drei Tore warfen Maqueda, Cañellas und Odriozola. Guardiola, D. Dujshebaev und D. Fernández erzielten jeweils zwei Tore; je ein Tor warfen Pérez de Vargas, Peciña, Figueras und Casado. Die 35 Tore der Spanier wurden aus 52 Würfen erzielt (Trefferquote von 67 Prozent); von den vier Siebenmetern wurden zwei verwandelt. Torwart Pérez de Vargas hielt zwölf der 33 Würfe auf sein Tor (Fangquote 36 Prozent), darunter zwei von drei Siebenmeterwürfen.
Gonzalo Pérez de Vargas war mit 54:04 min am längsten im Spiel, ihm folgten Casado (33:27), D. Dujshebaev (32:30), Guardiola (30:54), Odriozola (30:47), D. Fernández (30:00), Á. Fernández (29:49), Solé (29:26), Maqueda (27:41), Cañellas (27:30), A. Dujshebaev (25:33), Peciña (24:18), Sánchez-Migallón (21:59), Figueras (11:51) und Valera (10:11). Corrales wurde nicht eingesetzt.
Peciña und Sánchez-Migallón erhielten je eine 2-min-Strafe.
Pérez de Vargas wurde zum Player of the Match gewählt.

#### Abschlusstabelle der Vorrunde, Gruppe A
| Pl. | Land       | Sp. | S | U | N | Tore    | Diff. | Punkte |
| --- | ---------- | --- | - | - | - | ------- | ----- | ------ |
| 1.  | Spanien    | 3   | 3 | 0 | 0 | 099:730 | +26   | 6      |
| 2.  | Montenegro | 3   | 2 | 0 | 1 | 094:940 | ±0    | 4      |
| 3.  | Iran       | 3   | 1 | 0 | 2 | 078:930 | −15   | 2      |
| 4.  | Chile      | 3   | 0 | 0 | 3 | 083:940 | −11   | 0      |

Die Teams auf den Plätzen 1 bis 3 zogen in die Hauptrunde ein.

### Hauptrunde (Gruppe I)

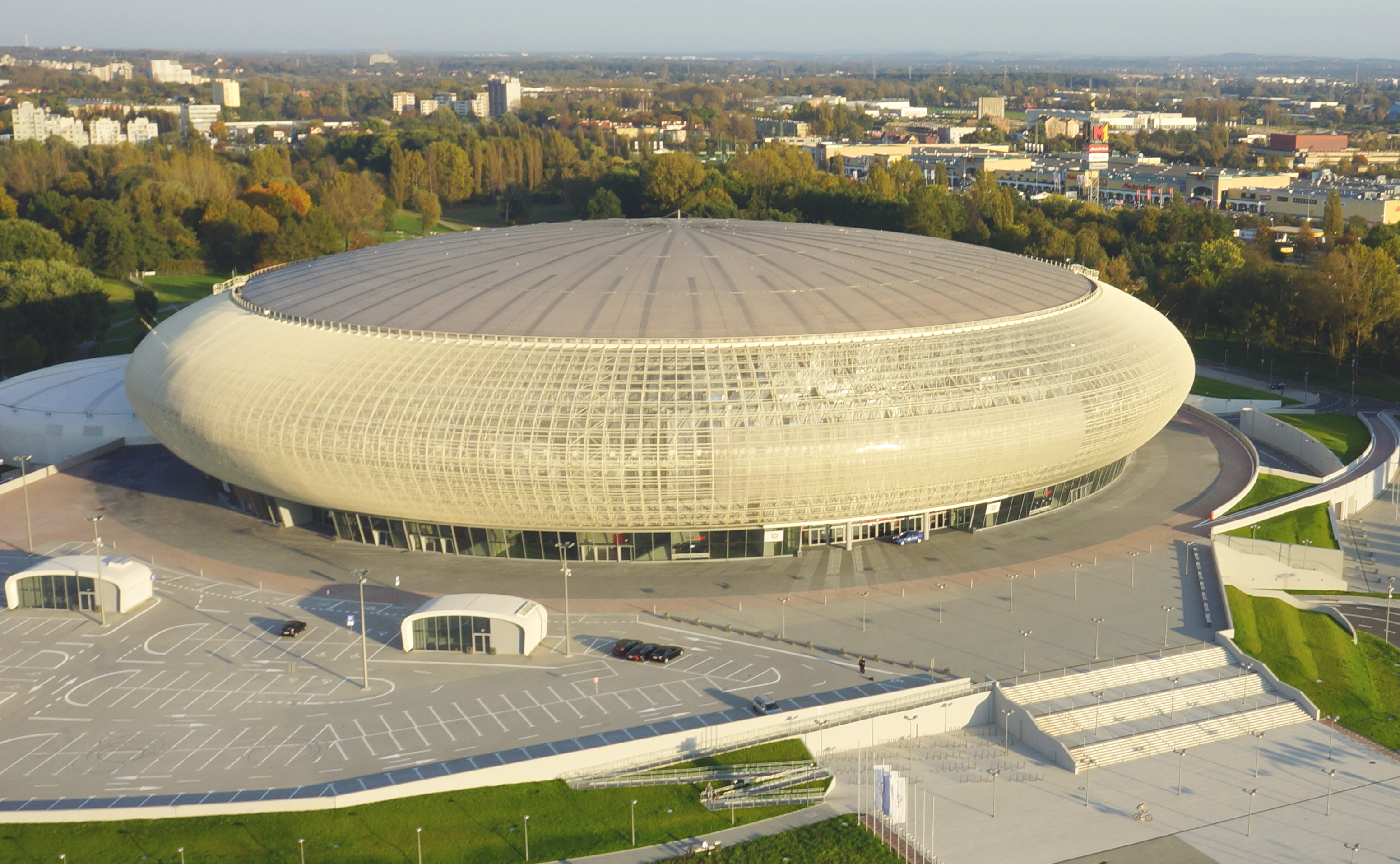
Die Tauron Arena in Kraków

Spanien spielte in der Hauptrunde in Gruppe I. Die Spiele wurden in der Tauron Arena in Kraków ausgetragen, wo Spanien auch schon in der Vorrunde angetreten war.
Die Ergebnisse gegen die beiden Teams, mit denen die spanische Auswahl schon zusammen in der Vorrundengruppe A spielte (30:25 gegen Montenegro und 35:22 gegen Iran), wurden in die Hauptrunde übernommen, Spanien trat daher nur in drei weiteren Spielen an gegen die drei Mannschaften, die sich in der Vorrundengruppe B qualifiziert hatten: Frankreich, Slowenien und Co-Gastgeber Polen.
Frankreich war über den vierten Platz bei der Europameisterschaft 2022 für die Teilnahme an der Weltmeisterschaft 2023 qualifiziert (die drei bestplatzierten Mannschaften, die nicht die gesetzten Co-Gastgeber Polen und Schweden und der amtierende Weltmeister Dänemark waren, qualifizierten sich direkt für die Weltmeisterschaft 2023). Slowenien nimmt mit einer Wildcard am Turnier teil; in den europäischen Qualifikationsspielen war Slowqenien in der zweiten Runde der Phase 2 gegen Serbien ausgeschieden. Das Team aus Polen war automatisch qualifiziert, da der polnische Verband einer der beiden Co-Gastgeber war.
Die spanische Mannschaft gewann die Spiele gegen Polen und Slowenien, verlor das letzte Spiel gegen Frankreich. Als Zweitplatzierter der Hauptrundengruppe I zog die Mannschaft in die Finalrunde ein.

#### Spanien – Polen (Hauptrunde)
| Mittwoch, 18. Januar 2023 20:30 Uhr | Spanien                                                           | 27:23                       | Polen                | Tauron Arena, Kraków Zuschauer: 7.030 Schiedsrichter: Hansen / Madsen |
| Mittwoch, 18. Januar 2023 20:30 Uhr | meiste Tore: Ángel Fernández, Alex Dujshebaev, Adrià Figueras (4) | (16:15)                     | meiste Tore: Sićko 7 | Tauron Arena, Kraków Zuschauer: 7.030 Schiedsrichter: Hansen / Madsen |
| Mittwoch, 18. Januar 2023 20:30 Uhr | Strafen: 1× 3×                                                    | Spielbericht Spielstatistik | Strafen: 1× 2× 1×    | Tauron Arena, Kraków Zuschauer: 7.030 Schiedsrichter: Hansen / Madsen |

In 50 Länderspiele standen sich Spanien und Polen bisher gegenüber. Spanien gewann 29 dieser Partien, Polen 16; fünf Spiele endeten unentschieden. Gegen ein Team aus Polen war Spanien erstmals am 1. März 1958 bei der Weltmeisterschaft 1958 in der DDR angetreten; die polnische Auswahl hatte dieses Spiel in Erfurt mit 23:12 gewonnen. Im letzten Spiel der beiden Teams gegeneinander vor dieser Weltmeisterschaft gewann Spanien am 25. Januar 2022 in Bratislava bei der Europameisterschaft 2022 mit 28:27 gegen das Team aus Polen.
Für das Spiel nominierte Patryk Rombel 16 Spieler: Mateusz Kornecki, Michał Daszek, Piotr Jędraszczyk, Michał Olejniczak, Krzysztof Komarzewski, Patryk Walczak, Bartłomiej Bis, Szymon Sićko, Ariel Pietrasik, Jan Czuwara, Arkadiusz Moryto, Przemysław Krajewski, Maciej Gębala, Szymon Działakiewicz, Tomasz Gębala und Adam Morawski.
Das spanische Team trat mit Pérez de Vargas, Peciña, Maqueda, Á. Fernández, A. Dujshebaev, Corrales, Solé, Figueras, Garciandia, Cañellas, Casado, Guardiola, Valera, Sánchez-Migallón, D. Dujshebaev und Odriozola an. Im Startteam standen Corrales, Odriozola, A. Dujshebaev, Casado, D. Dujshebaev, Á. Fernández und Figueras.
Spanien ging durch einen Treffer von Figueras in Führung. Beim Spielstand von 16:15 ging es in die Pause; die zweite Halbzeit endete mit dem Treffer von Valera zum 27:23.
Bei 42 Würfen auf das Tor der Polen konnten die Spanier 27 Tore erzielen. Beste Torwerfer der Spanier waren mit je vier Treffern Á. Fernández, A. Dujshebaev und Figueras. Jeweils drei Tore warfen Cañellas und Odriozola, je zwei Treffer steuerten Solé, Guardiola, Valera und D. Dujshebaev bei, Casado warf ein Tor. Torhüter Pérez de Vargas hielt sieben von 15 Würfen auf sein Tor, dabei drei von fünf Siebenmetern (Fangquote 47 Prozent); Corrales hielt drei von 18 Würfen (Fangquote 17 Prozent), wobei er keinen der beiden Siebenmeter halten konnte.
Gegen A. Dujshebaev wurde eine gelbe Karte gegeben, Zwei-Minuten-Zeitstrafen erhielten Peciña (zwei) und Guardiola.
Á. Fernández war der spanische Spieler mit der meisten Einsatzzeit (58:05 min). Ihm folgten D. Dujshebaev (42:37), Cañellas (35:13), A. Dujshebaev (32:32), Solé (30:35), v (30:07), Guardiola (29:51), Corrales (29:49), Pérez de Vargas (28:05), Casado (24:25), Maqueda (22:23), Figueras (19:52), Peciña (16:45), Sánchez-Migallón (15:23), Valera (3:34) und Garciandia (0:44).

#### Slowenien – Spanien (Hauptrunde)
| Freitag, 20. Januar 2023 15:30 Uhr | Slowenien                     | 26:31                       | Spanien                           | Tauron Arena, Kraków Zuschauer: 2.100 Schiedsrichter: Kurtagic / Wetterwic |
| Freitag, 20. Januar 2023 15:30 Uhr | meiste Tore: Jure Dolenec (7) | (15:15)                     | meiste Tore: Kauldi Odriozola (6) | Tauron Arena, Kraków Zuschauer: 2.100 Schiedsrichter: Kurtagic / Wetterwic |
| Freitag, 20. Januar 2023 15:30 Uhr | Strafen: 1× 3×                | Spielbericht Spielstatistik | Strafen: 3×                       | Tauron Arena, Kraków Zuschauer: 2.100 Schiedsrichter: Kurtagic / Wetterwic |

Spanien und Slowenien spielten vor diesem Aufeinandertreffen 21 mal gegeneinander. 16 dieser Spiele gewann das spanische Team, drei Slowenien, zwei Mal trennte man sich unentschieden. Am 5. Juni 1994 trafen die Auswahlen beider Länder erstmals aufeinander, bei der Europameisterschaft 1994 war Spanien in Porto mit 24:16 erfolgreich. Im bis dato letzten Spiel der beiden Mannschaften gewann Spanien am 24. Januar 2020 in Stockholm bei der Europameisterschaft 2020 mit 34:32 gegen Slowenien.
Für die slowenische Nationalmannschaft waren Jože Baznik, Blaž Blagotinšek, Blaž Janc, Jure Dolenec, Nejc Cehte, Tilen Kodrin, Matej Gaber, Kristjan Horžen, Tadej Mazej, Rok Ovniček, Domen Makuc, Dean Bombač, Borut Mačkovšek, Domen Novak, Aleks Vlah und Urban Lesjak aufgestellt worden.
Spanien hatte 16 Spieler aufgeboten: Pérez de Vargas, Peciña, Maqueda, Á. Fernández, A. Dujshebaev, Corrales, Solé, Figueras, Cañellas, Casado, Guardiola, Valera, Sánchez-Migallón, D. Dujshebaev, Odriozola und D. Fernández. D. Fernández wurde nicht eingesetzt. Die Spanier begannen das Spiel in der Besetzung Pérez de Vargas, Peciña, Á. Fernández, Casado, Guardiola, D. Dujshebaev und Odriozola.
Nach der spanischen Führung durch Figueras konnte Slowenien in der 16. Minute ausgleichen, in der 27. Minute ging das Team mit 14:13 in Führung. Zur Halbzeit stand es 15:15. Ab der 39. Minute gab Spanien die Führung nicht mehr ab und gewann das Spiel letztendlich mit 26:31.
Von den 31 Toren für das spanische Team warf Odriozola mit sechs die meisten. Die weiteren Tore für Spanien warfen D. Dujshebaev (5), Solé und Figueras (je 4), A. Dujshebaev und Casado (je 3), Valera (2) sowie Maqueda, Á. Fernández, Cañellas und Guardiola (je 1). Pérez de Vargas hielt neun der 34 Würfe auf sein Tor (Fangquote 26 Prozent), davon einen von sechs Siebenmetern. Corrales, der zu einem Siebenmeter eingesetzt war, hielt diesen nicht.
Guardiola und Sánchez-Migallón (2) wurden mit Zeitstrafen belegt.
Torwart Pérez de Vargas war mit 57:06 min am längsten im Spiel, ihm folgten Á. Fernández (56:28), D. Dujshebaev (37:23), Peciña (29:48), Odriozola (29:42), Solé (29:35), Casado (28:15), Cañellas (26:43), A. Dujshebaev (24:56), Maqueda (24:47), Figueras (24:34), Guardiola (23:08), Sánchez-Migallón (18:57), Valera (7:15) und Corrales (1:02).
Gonzalo Pérez de Vargas wurde als Player of the Match ausgezeichnet.
Die spanische Nationalmannschaft hatte sich mit dem Sieg im zweiten Hauptrundenspiel vorzeitig für die Finalrunde qualifiziert.

#### Spanien – Frankreich (Hauptrunde)
| Sonntag, 22. Januar 2023 21:00 Uhr | Spanien                           | 26:28                       | Frankreich                                                          | Tauron Arena, Kraków Zuschauer: 7.000 Schiedsrichter: Nachevski / Nikolov |
| Sonntag, 22. Januar 2023 21:00 Uhr | meiste Tore: Daniel Fernández (7) | (13:13)                     | meiste Tore: Nedim Remili, Dika Mem, Kentin Mahé, Thibaud Briet (4) | Tauron Arena, Kraków Zuschauer: 7.000 Schiedsrichter: Nachevski / Nikolov |
| Sonntag, 22. Januar 2023 21:00 Uhr | Strafen: 5×                       | Spielbericht Spielstatistik | Strafen: 3×                                                         | Tauron Arena, Kraków Zuschauer: 7.000 Schiedsrichter: Nachevski / Nikolov |

Frankreich und Spanien trugen 86 Spiele gegeneinander aus. Davon gewann Frankreich 42 Spiele, Spanien 36; acht Spiele endeten unentschieden. Das erste Spiel der beiden Teams am 13. Dezember 1953 gewann Frankreich in Nantes mit 23:11. Bei der Weltmeisterschaft 2021 hatten sich die Teams im Spiel um Platz 3 gegenüber gestanden, wobei Spanien am 31. Januar 2021 in Kairo mit 35:29 gewonnen hatte. Beim letzten Aufeinandertreffen vor der Weltmeisterschaft 2023 gewann das spanische Team am 16. April 2022 in Chambéry mit 31:32.
Sowohl die spanische als auch die französische Mannschaft standen schon vor dem Spiel als Teilnehmer des Viertelfinales fest; im Viertelfinale sollte der Erstplatzierte der Hauptrundengruppe I auf den Zweitplatzierten der Hauptrundengruppe III sowie der Zweite aus der Gruppe I auf den Ersten aus der Gruppe III treffen. Da erst am folgenden Tag im Spiel zwischen Deutschland und Norwegen die Entscheidung über die Platzierung in Gruppe III fiel, war eine auf den möglichen Gegner im Viertelfinale ausgerichtete Spieltatktik nicht möglich bzw. nötig.
Frankreichs Trainer Guillaume Gille stellte 16 Spieler auf: Yanis Lenne, Nedim Remili, Romain Lagarde, Elohim Prandi, Melvyn Richardson, Dika Mem, Nicolas Tournat, Vincent Gérard, Kentin Mahé, Mathieu Grébille, Luka Karabatić, Ludovic Fabregas, Valentin Porte, Dylan Nahi, Thibaud Briet und Rémi Desbonnet.
Für Spanien standen Pérez de Vargas, Maqueda, Á. Fernández, A. Dujshebaev, Corrales, Solé, Figueras, Garciandia, Serdio, Cañellas, Guardiola, Valera, Sánchez-Migallón, D. Dujshebaev, Odriozola und D. Fernández im Aufgebot. Das spanische Team ging zunächst mit Corrales, Solé, Garciandia, Sánchez-Migallón, Guardiola, Cañellas und D. Fernández ins Spiel.
Drei der Nationalspieler Frankreichs spielten in Spaniens erster Liga (Richardson, Mem und Fabregas beim FC Barcelona), sieben Spieler Spaniens standen in der französischen ersten Liga unter Vertrag.
Das erste Tor gelang den Franzosen, das Spiel stand zur Halbzeit 13:13. Die Führung wechselte zwischen beiden Teams, nach der 52. Minute aber blieb Frankreich bis zum Endstand von 26:28 vorn.
Die 26 Tore für Spanien warfen D. Fernández (7), Serdio (4), Garciandia (3), Cañellas (3), Maqueda (2), A. Dujshebaev (2), Solé (1), Guardiola (1), Sánchez-Migallón (1), D. Dujshebaev (1) und Odriozola (1). Corrales hielt von 38 Würfen auf sein Tor zwölfdabei keinen der zwei Siebenmeter, Pérez de Vargas hielt den einen auf sein Tor geworfenen Ball nicht (Siebenmeter).
Drei Spanier erhielten Zwei-Minuten-Strafen: Maqueda (2), Cañellas (1) und Sánchez-Migallón (2).
Am längsten stand Corrales (50:26 min) auf dem Platz. Ihm folgten D. Fernández (45:14), Garciandia (33:56), Guardiola (33:12), Cañellas (32:25), Serdio (32:18), Solé (29:22), D. Dujshebaev (29:08), Maqueda (28:15), Odriozola (27:53), Sánchez-Migallón (25:40), A. Dujshebaev (25:01), Á. Fernández (13:33), Valera (13:24), Pérez de Vargas (0:13); Figueras wurde nicht eingesetzt.
D. Fernández wurde zum Player of the Match gewählt.

#### Abschlusstabelle der Hauptrunde, Gruppe I
| Pl. | Land       | Sp. | S | U | N | Tore      | Diff. | Punkte |
| --- | ---------- | --- | - | - | - | --------- | ----- | ------ |
| 1.  | Frankreich | 5   | 5 | 0 | 0 | 0165:1340 | +31   | 10     |
| 2.  | Spanien    | 5   | 4 | 0 | 1 | 0149:1240 | +25   | 8      |
| 3.  | Slowenien  | 5   | 3 | 0 | 2 | 0158:1330 | +25   | 6      |
| 4.  | Polen      | 5   | 2 | 0 | 3 | 0123:1270 | −4    | 4      |
| 5.  | Montenegro | 5   | 1 | 0 | 4 | 0126:1540 | −28   | 2      |
| 6.  | Iran       | 5   | 0 | 0 | 5 | 0125:1740 | −49   | 0      |

Die Teams auf den Plätzen 1 und 2 zogen in die Finalrunde ein. Die beiden Mannschaften hatten auch schon mit den aus ihren Vorrundenspielen übernommenen Punkten (je vier) die Gruppe angeführt.

### Finalrunde
Die spanische Nationalmannschaft hatte sich mit dem Sieg im zweiten Hauptrundenspiel vorzeitig für die Finalrunde qualifiziert (ebenso war Spanien damit für die Teilnahme am vorolympischen Turnier startberechtigt).
Als Zweitplatzierter der Hauptrundengruppe I traf das Team im Viertelfinale auf den Erstplatzierten der Hauptrundengruppe III. Die Spanier hatten ihr letztes Hauptrundenspiel am 23. Januar ausgetragen, danach stand fest, dass sie – als Zweitplatzierter ihrer Hauptrundengruppe – auf den Gruppensieger treffen werden. Die Entscheidung in dieser Gruppe III fiel am 24. Januar im Spiel der beiden schon vorher als Finalteilnehmer feststehenden Teams Deutschlands und Norwegens, das die Norweger für sich entschieden und damit Gruppenerster wurden. Das Viertelfinal-Spiel wurde in der Ergo Arena in Gdańsk ausgetragen.
Nach dem Sieg im Viertelfinale stand das spanische Team im Halbfinale und trat dort, wiederum in Gdańsk, gegen das dänische Team an. Dieses Spiel verloren die Spanier und traten darauf im Spiel um Platz 3 in Stockholm gegen die schwedische Nationalmannschaft an. Das Spiel gegen die Schweden gewann das spanische Team und sicherte sich damit den dritten Platz bei der Weltmeisterschaft 2023.

#### Norwegen – Spanien (Viertelfinale)
| Mittwoch, 25. Januar 2023 18:00 Uhr | Norwegen                           | 34:35 n. 2. V.              | Spanien                          | Ergo Arena, Gdańsk Zuschauer: 5.489 Schiedsrichter: Lah / Sok |
| Mittwoch, 25. Januar 2023 18:00 Uhr | meiste Tore: Kristian Bjørnsen (9) | (13:12), (34:35), (29:29)   | meiste Tore: Ángel Fernández (9) | Ergo Arena, Gdańsk Zuschauer: 5.489 Schiedsrichter: Lah / Sok |
| Mittwoch, 25. Januar 2023 18:00 Uhr | Strafen: 6×                        | Spielbericht Spielstatistik | Strafen: 1× 3×                   | Ergo Arena, Gdańsk Zuschauer: 5.489 Schiedsrichter: Lah / Sok |

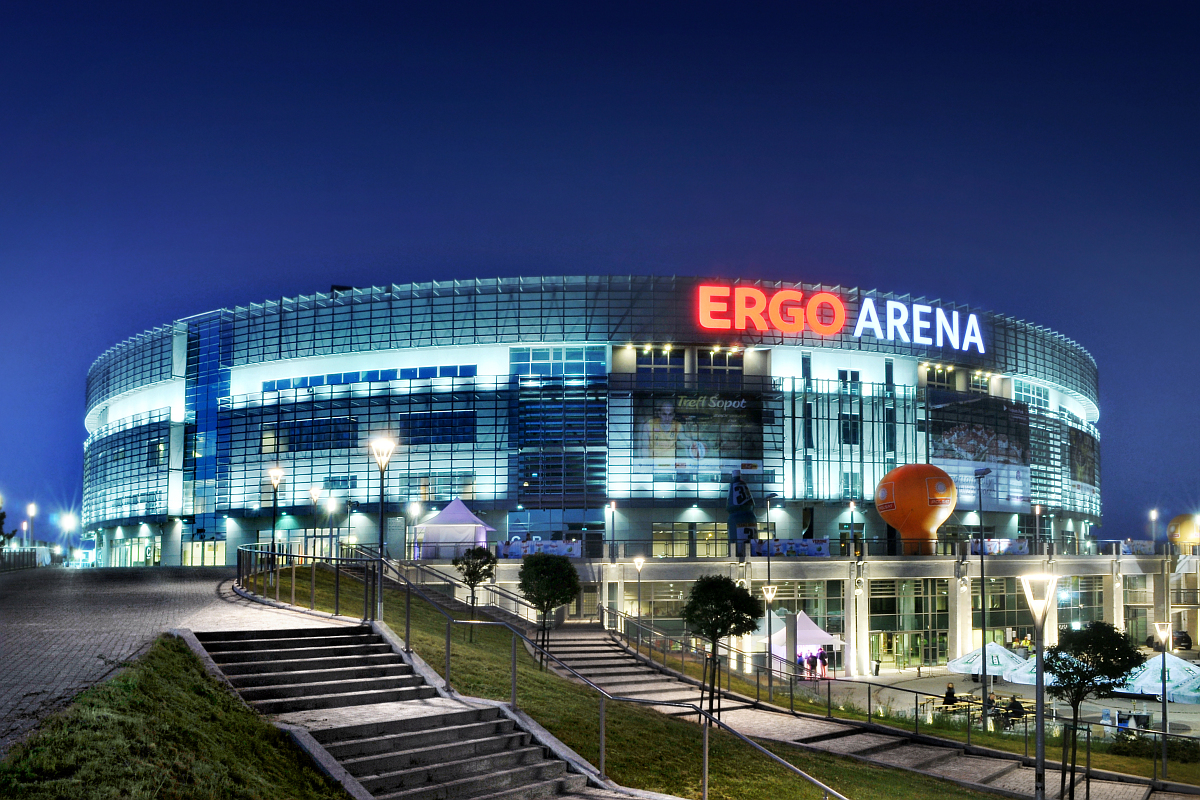
Die Ergo Arena in Gdańsk

Norwegen war als Fünftplatzierter der Europameisterschaft 2022 für die Teilnahme an der Weltmeisterschaft 2023 qualifiziert (die drei bestplatzierten Mannschaften, die nicht die gesetzten Co-Gastgeber Polen und Schweden und der amtierende Weltmeister Dänemark waren, qualifizierten sich direkt für die Weltmeisterschaft 2023).
Die Mannschaften beider Länder hatten sich auch im Viertelfinale der vorigen Weltmeisterschaft gegenübergestanden; damals setzen sich die Spanier mit 31:26 durch.
Insgesamt 44 Spiele bestritten spanische Teams gegen norwegische Teams bisher. Davon gewannen die Spanier 32 und die Norweger zehn; zwei Spiele endeten unentschieden. Das erste Spiel der beiden Teams gegeneinander hatten am 23. November 1964 die Norweger in Oslo mit 22:11 gewonnen. Beim letzten Aufeinandertreffen vor diesem Weltmeisterschaftsviertelfinale hatten sich die Teams beim Golden-League-Turnier am 22. März 2022 in Aarhus unentschieden 26:26 getrennt.
Für das Spiel hatte Norwegens Trainer Jonas Wille die Spieler Vetle Eck Aga, Sander Sagosen, Sebastian Barthold, Sander Øverjordet, Petter Øverby, Kristian Sæverås, Kristian Bjørnsen, Magnus Gullerud, Gøran Johannessen, Christian O’Sullivan, Harald Reinkind, Tobias Grøndahl, Torbjørn Bergerud, Kevin Gulliksen, Alexander Blonz und Magnus Abelvik Rød aufgestellt.
Für Spanien standen Pérez de Vargas, Peciña, Maqueda, Á. Fernández, A. Dujshebaev, Corrales, Solé, Figueras, Serdio, Cañellas, Casado, Guardiola, Valera, Sánchez-Migallón, D. Dujshebaev und Odriozola im Aufgebot. Das spanische Team startete in der Besetzung Pérez de Vargas, Á. Fernández, Guardiola, Peciña, Casado, Solé und D. Dujshebaev.
Das erste Tor gelang den Norwegern nach drei Minuten in einer Empty-Goal-Situation, nach elf Minuten stand es 7:3. Der Halbzeitstand lautete dann 13:12. Die zweite Halbzeit brachte keine Entscheidung mit sich. D. Dujsheabev warf, nachdem die Schiedsrichter beim Stand von 25:24 fünf Sekunden vor dem regulären Spielende ein passives Spiel der Norweger abfiffen, in der letzten Spielsekunde den Treffer zum 25:25. Somit ging das Spiel in die Verlängerung (zwei Mal fünf Minuten). In dieser verloren die Spanier 18 Sekunden vor Spielende beim Stand von 28:29 den Ball und Bjørnsen warf zwölf Sekunden vor Spielende den Treffer zum 29:29; einen Freiwurf für Spanien in der letzten Sekunde konnte Cañellas nicht ins Tor bringen. Damit hatte auch die Verlängerung keine Entscheidung gebracht. In der zweiten Verlängerung (erneut zwei Mal fünf Minuten Spielzeit) war es dann wieder D. Dujshebaev, dem der letzte Treffer der Spielzeit gelang – sein Tor zum 34:35 sowie eine anschließende Parade von Pérez de Vargas bei einem Wurf von Bjørnsen in der letzten Spielminute bedeuteten den Sieg für das spanische Team.
Die 35 Tore für Spanien warfen Á. Fernández (8), A. Dujshebaev (7), Figueras (5), Cañellas (5), D. Dujshebaev (5), Solé (3), Serdio (1) und Odriozola (1). Im Tor konnte Pérez de Vargas 17 von 48 Würfen abwehren (Fangquote 35 Prozent), darunter einen von vier Siebenmetern. Corrales konnte keinen der drei Würfe auf sein Tor halten.
Während der 80 Minuten Spielzeit stand Pérez de Vargas am längsten auf dem Feld (78:15 min). Ihm folgten nach Dauer der Einsatzzeit Á. Fernández (77:09), D. Dujshebaev (62:36), A. Dujshebaev (50:49), Cañellas (45:05), Odriozola (45:04), Figueras (33:23), Peciña (31:16), Solé (30:23), Serdio (28:08), Casado (22:19), Guardiola (21:46), Sánchez-Migallón (16:25), Maqueda (13:58), Corrales (2:57) und Valera (0:27).
Strafen wurden gegen D. Dujshebaev (eine gelbe Karte, eine Zwei-Minuten-Strafe) sowie gegen Cañellas und, Sánchez-Migallón (je eine Zwei-Minuten-Strafe) verhängt.
Daniel Dujshebaev wurde zum Player of the Match gewählt.

#### Spanien – Dänemark (Halbfinale)
| Freitag, 27. Januar 2023 18:00 Uhr | Spanien                          | 23:26                       | Dänemark                       | Ergo Arena, Gdańsk Zuschauer: 6.567 Schiedsrichter: Schulze / Tönnies |
| Freitag, 27. Januar 2023 18:00 Uhr | meiste Tore: Alex Dujshebaev (5) | (10:15)                     | meiste Tore: Simon Pytlick (6) | Ergo Arena, Gdańsk Zuschauer: 6.567 Schiedsrichter: Schulze / Tönnies |
| Freitag, 27. Januar 2023 18:00 Uhr | Strafen: 1× 3×                   | Spielbericht Spielstatistik | Strafen: 3×                    | Ergo Arena, Gdańsk Zuschauer: 6.567 Schiedsrichter: Schulze / Tönnies |

Dänemark war als Weltmeister des Jahres 2021 automatisch für die diesjährige Weltmeisterschaft qualifiziert.
Spanien und Dänemark waren sich schon im Halbfinale der letzten Weltmeisterschaft begegnet, dieses Spiel in Kairo hatte Spanien am 29. Januar 2021 mit 33:35 verloren. Auch im Halbfinale der Olympischen Spiele 2021 am 5. August 2021 in Tokio (23:27) sowie im Halbfinale der Europameisterschaft 2022 am 29. Januar 2022 in Budapest (29:25) waren sich die Mannschaften begegnet.
Insgesamt absolvierten beide Teams bis dato gegeneinander 48 Spiele, von denen die Spanier 21 und die Dänen 24 gewannen; drei Spiele endeten unentschieden. Beim ersten Spiel trennten sich Spanien und Dänemark am 19. März 1965 in Madrid 19:23. Zuletzt standen sich Dänemark und Spanien am 12. Oktober 2022 im Euro Cup 2024 gegenüber, in Kopenhagen gewann die dänische Mannschaft mit 39:31.
Für das dänische Team waren Niklas Landin, Niclas Kirkeløkke, Magnus Landin, Emil Jakobsen, Rasmus Lauge, Magnus Saugstrup, Mathias Gidsel, Kevin Møller, Henrik Møllgaard, Mads Mensah Larsen, Lukas Jørgensen, Jóhan Hansen, Jacob Holm, Simon Hald und Simon Pytlick aufgeboten worden.
Im spanischen Aufgebot standen Pérez de Vargas, Peciña, Maqueda, Á. Fernández, A. Dujshebaev, Corrales, Solé, Figueras, Serdio, Cañellas, Casado, Guardiola, Valera, Sánchez-Migallón, D. Dujshebaev und Odriozola im Aufgebot. Spanien begann das Spiel mit Pérez de Vargas, Solé, Maqueda, Guardiola, Peciña, Cañellas und Á. Fernández.
Die Dänen gingen durch Saugstrup in Führung; den Spaniern gelang letztlich über das gesamte Spiel nur mehr zwischenzeitlich der Ausgleich. Nach dem Halbzeitstand von 10:15 gelang den Spaniern in der 48. Minute der Anschlusstreffer durch Cañellas zum 19:20, die Dänen blieben aber weiter in Führung und gewannen mit 23:26.
Die 23 Treffer für Spanien erzielten A. Dujshebaev (5), Solé (4), Á. Fernández (3), Serdio (3), Cañellas (2), Figueras (1), Valera (1), Sánchez-Migallón (1), D. Dujshebaev (1), Odriozola sowie Pérez de Vargas (1). Torwart Pérez de Vargas hielt 14 von 40 Würfen auf sein Tor (Quote 35 Prozent), dabei zwei von vier Siebenmetern.
Maqueda (2) und Odriozola erhielten Zwei-Minuten-Zeitstrafen. Eine gelbe Karte wurde gegen die spanische Bank gegeben.
Pérez de Vargas stand am längsten im Spiel (57:14 min), gefolgt von Á. Fernández (50:58), D. Dujshebaev (45:28), A. Dujshebaev (42:13), Sánchez-Migallón (35:03), Odriozola (31:23), Solé (31:06), Maqueda (29:05), Cañellas (28:45), Serdio (23:08), Casado (14:01), Figueras (10:39), Peciña (9:12), Valera (6:11) und Guardiola (5:34); Corrales erhielt keine Spielzeit.

#### Schweden – Spanien (Spiel um Platz 3)
| Sonntag, 29. Januar 2023 18:00 Uhr | Schweden                      | 36:39                       | Spanien                         | Tele2 Arena, Stockholm Zuschauer: 22.650 Schiedsrichter: C. Bonaventura / J. Bonaventura |
| Sonntag, 29. Januar 2023 18:00 Uhr | meiste Tore: Hampus Wanne (9) | (22:18)                     | meiste Tore: Adrià Figueras (9) | Tele2 Arena, Stockholm Zuschauer: 22.650 Schiedsrichter: C. Bonaventura / J. Bonaventura |
| Sonntag, 29. Januar 2023 18:00 Uhr | Strafen: 2× 3×                | Spielbericht Spielstatistik | Strafen: 1× 5×                  | Tele2 Arena, Stockholm Zuschauer: 22.650 Schiedsrichter: C. Bonaventura / J. Bonaventura |

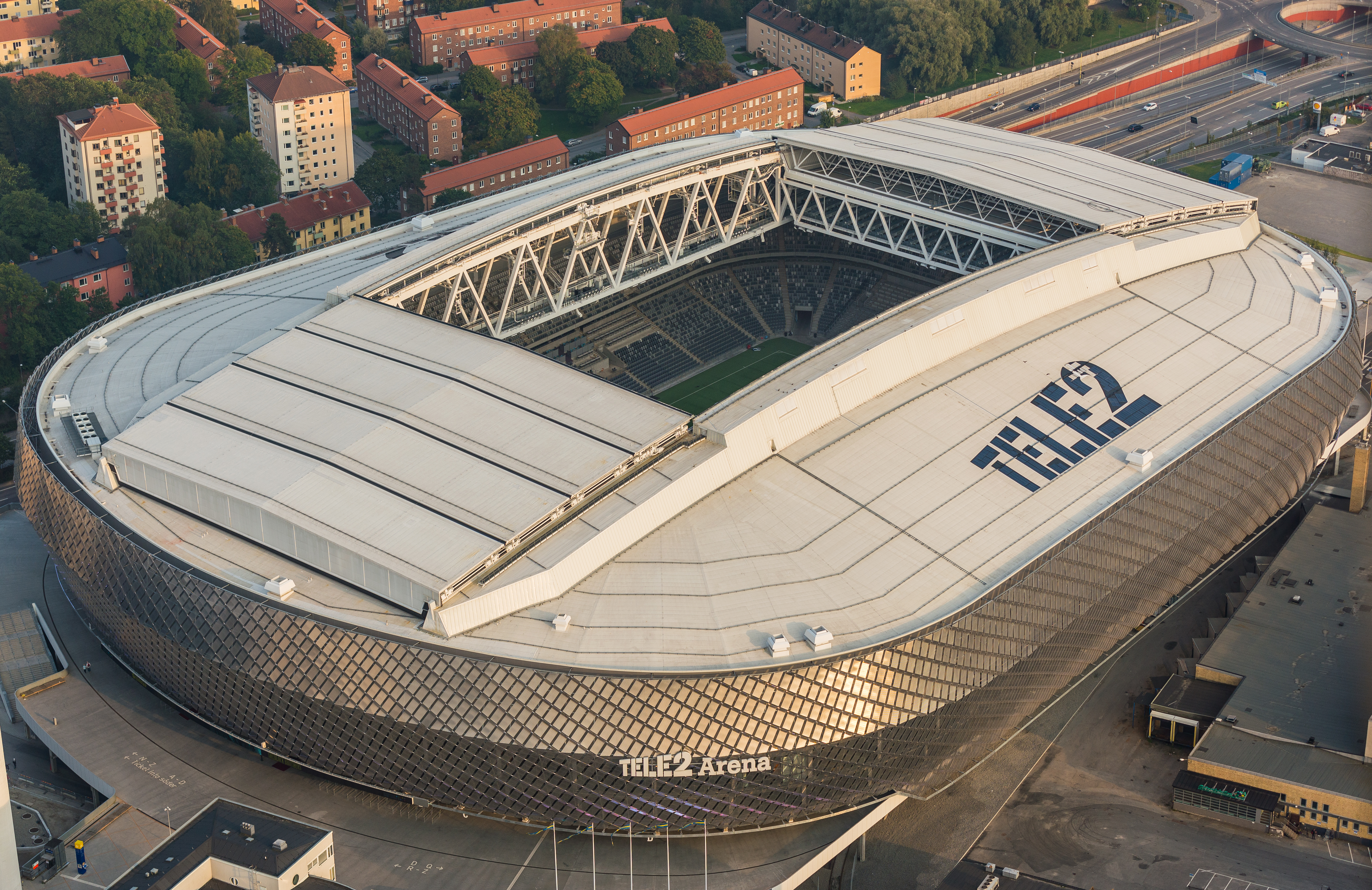
Die Tele2 Arena, Stockholm (2014)

Nach dem verlorenen Halbfinalspiel gegen Dänemark tritt Spanien im Spiel um Platz 3 gegen Schweden an, das sein Halbfinalspiel gegen Frankreich 31:26 verloren hatte. Das Spiel um Platz 3 findet in der Stockholmer Tele2 Arena statt; bis dahin hatte Spanien alle seine Spiele in polnischen Arenen bestritten.
Die Schweden waren als einer der zwei Co-Gastgeber automatisch für die Weltmeisterschaft 2023 qualifiziert. Bei der letzten Weltmeisterschaft belegte das schwedische Team Platz 2.
In 60 Länderspielen standen sich Spanien und Schweden zuvor gegenüber; die Spanier gewannen davon 32, die Schweden 27; ein Spiel ging unentschieden aus. Das erste Spiel zwischen den beiden Mannschaften, das zugleich das erste Länderspiel überhaupt für die Spanier war, fand am 15. April 1953 in Madrid statt; die Spanier verloren mit 12:23. Die beiden Nationalmannschaften standen sich zuletzt am 30. Januar 2022 im Finale der Europameisterschaft 2022 in Budapest gegenüber, dieses Spiel gewannen die Schweden 27:26. Auch im Viertelfinale der Olympischen Spiele 2021 trafen die Teams aufeinander; am 3. August 2021 gewann Spanien in Tokio mit 33:34.
Im schwedischen Aufgebot standen Jonathan Carlsbogård, Max Darj, Niclas Ekberg, Daniel Pettersson, Andreas Palicka, Hampus Wanne, Fredric Pettersson, Felix Claar, Lucas Pellas, Albin Lagergren, Linus Persson, Tobias Thulin, Oscar Bergendahl, Lukas Sandell, Eric Johansson, Olle Forsell Schefvert. Zwei der Spieler waren in Spaniens Liga aktiv (beide beim FC Barcelona).
Der spanische Trainer hatte Pérez de Vargas, Peciña, Maqueda, Á. Fernández, A. Dujshebaev, Corrales, Solé, Figueras, Garciandia, Serdio, Cañellas, Casado, Guardiola, Sánchez-Migallón, D. Dujshebaev und Odriozola im Aufgebot. Am Beginn des Spiels standen Pérez de Vargas, Cañellas, Casado, Garciandia, Figueras, Á. Fernández und Solé auf dem Feld.
Das erste Tor des Spiels gelang den Schweden. In der siebten Minute führten erstmals die Spanier (4:5). Beim Stand von 22:18 ging es in die Halbzeitpause. In der 37. Minute gelang dem spanischen Team nach einem Treffer von Dujshebaev die erneute Führung (23:24), die sie auch bis zum Schluss der Partie nicht mehr aus der Hand gab. Mit 36:39 gewann das spanische Team und wurde wie schon bei der letzten Weltmeisterschaft Dritter im Wettbewerb.
Spaniens Team warf 39 Tore, wobei Figueras mit neun Treffern am erfolgreichsten war. Die weiteren Tore für die spanische Mannschaft warfen A. Dujshebaev (7), Á. Fernández (5), Cañellas (5), Solé (4), Maqueda (3), Casado (3), Garciandia (1), Sánchez-Migallón (1) und Odriozola (1). Torwart Pérez de Vargas hielt vier von 26 Würfen auf sein Tor (Fangquote 15 Prozent), Corrales hielt fünf von 18 Würfen (Quote 28 Prozent), darunter einen von drei Siebenmetern.
Maqueda, Casado, Sánchez-Migallón (2) und Odriozola erhielten Zwei-Minuten-Zeitstrafen. Eine gelbe Karte wurde gegen die spanische Bank gegeben.
Von den netto 60 Minuten Spielzeit stand Á. Fernández (41:42 min) am längsten im Spiel, ihm folgten Casado (38:49), A. Dujshebaev (36:41), Cañellas (34:33), Odriozola (31:51), Sánchez-Migallón (30:29), D. Dujshebaev (28:20), Pérez de Vargas (28:13), Solé (27:46), Corrales (26:15), Garciandia (22:06), Maqueda (20:34), Guardiola (8:52), Peciña (8:12) und Serdio (2:54).
Mit dem Sieg in diesem Spiel gewann das spanische Team die Bronzemedaille für den dritten Platz bei der Weltmeisterschaft 2023. Es war Spaniens dritte Bronzemedaille bei Weltmeisterschaften, zwei weitere Medaillen gab es bei den zwei Siegen des spanischen Teams. Die 75 Tore des Spiels stellten einen Rekord dar in den bisherigen Spielen um den dritten Platz.

## Spielerstatistiken
| Nr.  | Spieler                 | Alter | Posi- tion | Spiele | Spielzeit (h:min:sek) | Tore | Würfe | gelbe Karte | Zeit- strafe | rote Karte | Anmerkungen |
| ---- | ----------------------- | ----- | ---------- | ------ | --------------------- | ---- | ----- | ----------- | ------------ | ---------- | --- |
| 01   | Gonzalo Pérez de Vargas | 32    | TW         | 9      | 5:58:58               | 03   | 03    |             |              |            | Er war im Spiel gegen Montenegro, gegen Iran und gegen Slowenien Player of the Match. |
| 04   | Iñaki Peciña            | 34    | KL         | 8      | 2:37:12               | 01   | 01    |             | 04           |            | Es war seine erste Teilnahme an einer Weltmeisterschaft. |
| 05   | Jorge Maqueda           | 34    | RR         | 9      | 3:42:57               | 013  | 022   |             | 07           |            | |
| 06   | Ángel Fernández         | 34    | LA         | 9      | 6:25:38               | 030  | 033   |             |              |            | Er wurde als bester Linksaußen in das All-Star-Team des Turniers berufen. |
| 10   | Alex Dujshebaev         | 30    | RR         | 9      | 4:56:41               | 044  | 065   | 01          | 01           |            | Er wurde als bester rechter Rückraumspieler in das All-Star-Team des Turniers berufen. Mit seinen 44 Toren war er sechstbester Torschütze.                                                                   |
| 12   | Rodrigo Corrales        | 32    | TW         | 9      | 2:44:08               | 0    | 0     |             |              |            | |
| 14   | Ferrán Solé             | 30    | RA         | 9      | 4:27:56               | 030  | 048   |             |              |            | |
| 17   | Adrià Figueras          | 34    | KL         | 7      | 2:04:00               | 018  | 022   |             |              |            | |
| 18   | Imanol Garciandia       | 27    | RR         | 6      | 1:42:09               | 06   | 024   |             |              |            | Es war seine erste Teilnahme an einer Weltmeisterschaft. |
| 20   | Abel Serdio             | 28    | KL         | 6      | 1:54:30               | 011  | 013   |             |              |            | Es war seine erste Teilnahme an einer Weltmeisterschaft. |
| 21   | Joan Cañellas           | 36    | RM         | 8      | 4:25:39               | 024  | 035   |             | 02           |            | Cañellas war vor dem Turnier verletzt und wurde am 14. Januar 2023 nominiert. |
| 25   | Agustín Casado          | 26    | RL         | 8      | 3:20:26               | 011  | 025   |             | 01           |            | Es war seine erste Teilnahme an einer Weltmeisterschaft. |
| 30   | Gedeón Guardiola        | 38    | KL         | 9      | 3:19:11               | 07   | 012   |             | 02           |            | |
| 35   | Pol Valera              | 24    | RM         | 6      | 0:41:02               | 05   | 013   |             |              |            | Valera wurde nach dem zweiten Vorrundengruppenspiel wegen des verletzungsbedingten Ausfalls von Ian Tarrafeta nachnominiert. Es war seine erste Teilnahme an einer Weltmeisterschaft.                        |
| 36   | Ian Tarrafeta           | 24    | RM         | 1      | 0:18:57               | 03   | 05    |             |              |            | Es war seine erste Teilnahme an einer Weltmeisterschaft. Tarrafeta zog sich im ersten Vorrundengruppenspiel gegen Montenegro eine Rippenverletzung zu. Er fiel damit für den Rest der Weltmeisterschaft aus. |
| 51   | Miguel Sánchez-Migallón | 27    | RM         | 9      | 3:19:09               | 03   | 06    |             | 10           |            | Es war seine erste Teilnahme an einer Weltmeisterschaft. |
| 59   | Daniel Dujshebaev       | 25    | RL         | 9      | 5:49:14               | 022  | 050   | 01          | 01           |            | Er war Player of the Match im Viertelfinalspiel gegen Norwegen. |
| 62   | Kauldi Odriozola        | 26    | RA         | 9      | 4:45:21               | 026  | 038   |             | 02           |            | Es war seine erste Teilnahme an einer Weltmeisterschaft. |
| 70   | Daniel Fernández        | 21    | LA         | 5      | 2:14:09               | 014  | 018   |             |              |            | Es war seine erste Teilnahme an einer Weltmeisterschaft. Er war Player of the Match im Spiel gegen Chile und gegen Frankreich.                                                                               |
| Team | Team                    | Team  | Team       | 9      | 9:20:00               | 280  | 442   | 04 1        | 31           | 0          | |

| Nr.            | Spieler                 | Alter          | Spiele | Spielzeit (h:min:sek) | Würfe auf sein Tor | davon gehalten | Fang- quote |
| -------------- | ----------------------- | -------------- | ------ | --------------------- | ------------------ | -------------- | ----------- |
| 01             | Gonzalo Pérez de Vargas | 32             | 9      | 5:58:58               | 232                | 073            | 31 %        |
| 12             | Rodrigo Corrales        | 31             | 9      | 2:44:08               | 109                | 028            | 26 %        |
| beide Torhüter | beide Torhüter          | beide Torhüter | 9      | 9:20:00               | 348 2              | 102            | 29 %        |

## Ehrungen
Gonzalo Pérez de Vargas wurde im Spiel gegen Montenegro, gegen Iran sowie gegen Slowenien als Player of the Match ausgezeichnet.
Daniel Fernández wurde Player of the Match im Spiel gegen Chile und gegen Frankreich.
Daniel Dujshebaev war Player of the Match im Viertelfinalspiel gegen Norwegen.
Ángel Fernández und Alex Dujshebaev wurden in das All-Star-Team des Turniers berufen.

## Spanier in anderen Nationalmannschaften
An der Weltmeisterschaft 2023 nahmen neben der spanischen Nationalauswahl noch weitere Spanier als Trainer und Assistenztrainer teil.
Sechs der teilnehmenden 32 Mannschaften wurden von Spaniern trainiert:
- Jordi Ribera trainiert die spanische Auswahl,
- Valero Rivera ist Trainer von Katar; er war von 2008 bis 2013 Trainer der spanischen Auswahl,
- Roberto García ist Trainer der ägyptischen Auswahl,
- „Chema“ Rodríguez trainiert die ungarische Mannschaft,
- „Toni“ Gerrona ist Trainer der serbischen Nationalmannschaft und
- Aitor Etxaburu trainiert das chilenische Team.

Als Assistenztrainer waren die Spanier
- César Montes (spanische Auswahl),
- Ricard Franch (Katar);
- Miguel Velasco (Ungarn) und
- Óscar Gutiérrez (Ägypten)

vertreten.

### Spielberichte der IHF
- Spielbericht und Spielstatistik Spanien gegen Montenegro vom 12. Januar 2023 (PDF) auf www.ihf.info
- Spielbericht und Spielstatistik Spanien gegen Chile vom 14. Januar 2023 (PDF) auf www.ihf.info
- Spielbericht und Spielstatistik Iran gegen Spanien vom 16. Januar 2023 (PDF) auf www.ihf.info
- Spielbericht und Spielstatistik Spanien gegen Polen vom 19. Januar 2023 (PDF) auf www.ihf.info
- Spielbericht und Spielstatistik Slowenien gegen Spanien vom 20. Januar 2023 (PDF) auf www.ihf.info
- Spielbericht und Spielstatistik Spanien gegen Frankreich vom 22. Januar 2023 (PDF) auf www.ihf.info
- Spielbericht und Spielstatistik Norwegen gegen Spanien vom 25. Januar 2023 (PDF) auf www.ihf.info
- Spielbericht und Spielstatistik Spanien gegen Dänemark vom 27. Januar 2023 (PDF) auf www.ihf.info
- Spielbericht und Spielstatistik Schweden gegen Spanien vom 29. Januar 2023 (PDF) auf www.ihf.info